# النادي الأهلي (السعودية)
النادي الأهلي السعودي لكرة القدم هو نادٍ كرة قدم سعودي محترف، أُسس عام 1937، مقرهُ مدينة جدة غرب السعودية، يضم عدة ألعاب مختلفة بالإضافة إلى فرق كرة القدم بجميع فئاتها وهو النادي الوحيد الذي جمع الدوري وكأس الملك وكأس السوبر في موسم واحد (2016) كما أنهُ أول بطل رسمي بعد تنظيم المسابقات في السعودية على كأس ولي العهد (1957) وأول من جمع الدوري السعودي للمحترفين وكأس الملك (1978)، يلقب من قبل مشجعيه بالملكي وكما أطلق عليه الأمير سلطان بن فهد بن عبد العزيز الرئيس السابق للاتحاد السعودي لكرة القدم لقب الراقي ويلقب كذلك بقلعة الكؤوس ومعقل الأسود.
يقع مقر النادي الأهلي في شارع الأمير محمد بن عبد العزيز (شارع التحلية) بجدة. أسس النادي أول أكاديمية لكرة القدم في السعودية ومركز الأمير عبد الله الفيصل للشباب والناشئين. يعتبر الأمير عبد الله الفيصل هو المؤسس الفعلي للنادي ورمزه بسبب تطويره للنادي في أغلب نشاطاته المختلفة، وكان له اليد العليا فيما وصل النادي إليه الآن.
أحضر الأمير عبد الله الفيصل مشاهير كرة القدم العالمية في تلك الفترة للعب للنادي الأهلي من مدربين ولاعبين على سبيل المثال أحضر المدرب العالمي ديدي وهو أول مدرب برازيلي يدرب نادي سعودي وأيضاً الداهية البرازيلي المدرب تيلي سانتانا الذي درّب منتخب البرازيل لكرة القدم في كأس العالم لكرة القدم 1982 وحقق فيها المركز الثاني ثم أتى بعد البطولة لتدريب الأهلي وتحقيق البطولات معه ثم عاد مجدداً لتدريب المنتخب البرازيلي في مونديال كأس العالم 1986، وأحضر الأهلي أشهر لاعبين العالم على الإطلاق دييغو مارادونا لليوبيل الذهبي بعد مرور خمسين سنة على تأسيس النادي عام 1408 هـ أحضر منتخب البرازيل لكرة القدم أبطال العالم للعب مع النادي الأهلي. زار النادي في تلك الفترة مشاهير العالم كرئيس الاتحاد الدولي السابق جواو هافيلانج ومشاهير آخرين كانوا في ضيافة الأهلي.

## التاريخ

### البدايات
تأسس النادي الأهلي عام 1937م الموافق 1355 هـ وخلف تأسيسه 19 شخص يتقدمهم أبناء البترجي وشمس، ويُعتبر أول نادٍ رياضي في المملكة العربية السعودية تأسس بعد إعلان توحيد المملكة على يد الملك عبد العزيز بن عبد الرحمن آل سعود.

### العصر الذهبي
رغم وصوله في مناسبات سابقة لعدد من النهائيات ونافس من خلالها وحقق أيضًا ما يقارب 10 بطولات منها 4 رسمية يتقدمها بطولتين للدوري العام على كأس جلالة الملك وبطولة لكأس ولي العهد وكأس المصيف و 6 بطولات مناطقية إلا أن يرى الأهلاويين بدايتهم الفعلية والحقيقية من عام 1968/69 حينما حقق درع الدوري العام السعودي بعد تغلبه على الاتفاق بهدف وحيد ويٌعتبر بطل أول دوري على جائزة الدرع في المملكة. في العام التالي 1969 حقق كأس جلالة الملك المعظم بنظام الكأس، وحقق ثنائية الدوري العام على كأس جلالة الملك وكأس ولي العهد عام 1970 واستمر بالحصاد في الأعوام التي تليها وكانت محصلة العصر الذهبي الذي استمر 17 عامًا هي 8 بطولات لكأس الملك بأنظمته المختلفة (الدوري، الكأس) و 3 بطولات لدرع الدوري وبطولتين لكأس أندية المصيف وبطولة لكأس ولي العهد وبطولة لكأس الأندية الخليجية وفي هذه الفترة تزعم النادي الأهلي كرة القدم السعودية وكان أول نادي يكسر حاجز 10-15 بطولة كما كان أول نادي جماهيري يحقق بطولة خارجية ولديه رقم قياسي بوصوله لـ 10 سنوات متتالية المباراة النهائية للبطولة الملكية كما أنهُ في هذه الفترة إحتفظ بنسختين للأبد من بطولة كأس دوري جلالة الملك وكان أول من يجمع بطولتي الدوري الممتاز المُستحدث وكأس الملك وذلك عام 1978 وأستضاف العديد من الأحداث العالمية الرياضية مثل لعبه أمام منتخب البرازيل ونادي روما الإيطالي ونادي أياكس أمستردام الهولندي واستقطب العديد من الأسماء التدريبية الكبرى مثل البرازيلي ديدي والمدرب العالمي تيلي سانتانا كما جلب في اعتزال نجمه التاريخي أمين دابو أسطورة الكرة الهولندية يوهان كرويف للعب معه وفي احتفالات اليوبيل الذهبي عام 1987 قام بجلب الأسطورة العالمية دييغو أرماندو مارادونا كأكبر حدث في المنطقة العربية والقارة الآسيوية ذلك الحين.

### زعامة كرة القدم السعودية
تزعم النادي الأهلي كرة القدم السعودية ما يُقارب العقدين بعد تحقيقه لدوري كأس جلالة الملك 16 مارس 1973 أمام نادي النصر وظل زعيمًا ثابتًا طوال هذه الفترة حيث كان المثل الأعلى للأندية الرياضية في المملكة وتحديدًا في كرة القدم، وبعد اعتزال جيله الذهبي الذي يتقدمهم أحمد الصغير و أمين دابو غاب الأهلي لفترة طويلة عن البطولات ما ساهم باقتراب نادي الهلال من خطف لقب الزعامة حتى وصل اليوم التاريخي 22 ديسمبر 1991 بإعلان زعيم جديد لكرة القدم السعودية وهو نادي الهلال بعد تحقيقه كأس الكؤوس الآسيوية أبطال الدوري وبذلك يفقد الأهلي زعامته التي استمرت لمدة قاربت الـ 20 عام.

### درع التفوق الرياضي ولقب سفير الوطن
في تاريخ النادي الأهلي طوال خمسة وسبعين عامًا شواهد متفردة على تميز هذا النادي بين أقرانه إلا أن اليوم الأبرز والأغلى والأجمل في تاريخ النادي الأهلي وهو اليوم الذي لا ينسى عند عشاقه فقد كان يوم الجمعة العاشر من شهر رجب عام 1430 هـ الموافق الثالث من شهر يوليو 2009 م حينما استقبل خادم الحرمين الشريفين الملك عبد الله بن عبد العزيز رؤساء وأعضاء شرف النادي الأهلي ومجلس إدارته ولاعبيه نظراً لحصول النادي الأهلي على أربع بطولات خارجية في موسم واحد وهي بطولة آسيا لكرة اليد وبطولة الخليج لكرة اليد وبطولة الخليج لكرة القدم وبطولة الخليج لكرة الطائرة ومنح النادي أعلى درجة تكريم حيث قدم له درع خادم الحرمين الشريفين للتفوق الرياضي ولقبه بسفير الوطن عبر وثيقة ملكية خاصة.. كانت صفحةً جميلةً وضاءةً زادها بريقًا مصدر التكريم ومكانه وزمانه.. أما النادي الأهلي فلا غرو اليوم أنه النموذج الحي في كتابة التاريخ الذهبي المضيء للرياضة السعودي.

### الهبوط (2022)
هبط الأهلي لدوري الدرجة الأولى لأول مرة في تاريخه يوم 27 يونيو 2022، بعد تعادله السلبي 0–0 ضد مُضيفه الشباب في آخر جولة من دوري المحترفين 2021–22.

### الاستحواذ

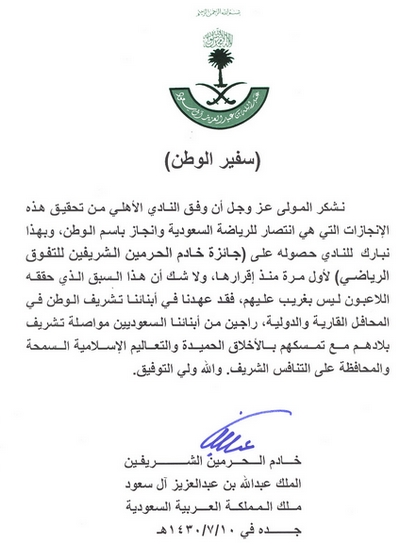
وثيقة سفير الوطن

بتاريخ 5 يونيو من عام 2023 استحوذ صندوق الاستثمارات العامة على أكبر أربع أندية في المملكة العربية السعودية بنسبة 75% ومن ضمنهم النادي الأهلي بذلك تحول عمل الأندية إلى نظام شركات ليشهد اختلافًا عن المراحل السابقة ومن خلالها تم تأسيس إدارة بمسمى «إدارة شركة النادي الأهلي» يتم تعيين من خلالها رئيس تنفيذي يقود العمل اليومي بالنادي وإدارة شركة النادي الأهلي هي الإدارة التي تدير النادي ومتحكمة بمفاصله بالكامل كما احتفظت وزارة الرياضة بنسبة 25% ومن خلال هذه النسبة يتم إنشاء مجلس إدارة بمسمى «إدارة مؤسسة الأهلي غير الربحية» تتكامل مع شركة النادي وتساهم في إبداء الرأي والمشورة.

## جمهور الأهلي
يُعد جمهور الأهلي من أبرز الجماهير في المنطقة الخليجية و العربية وكان مساهم فعال في تطوير التشجيع حيث أدخل العديد من الأمور التطويرية في المدرجات السعودية تحديدًا ومنها الشعلات النارية والتيفو كما أطلق أول نشيد رسمي وأعلن عن تأسيس أول ألتراس وانتشرت أهازيج عديدة تغنّى بها جمهور الأهلي في مدرجات أندية أخرى مثل إلعب يالأخضر وللأهلي جينا و ياكلك
وقد حصل المدرج الأهلاوي العديد من الجوائز بعد إبداعه وجمالية تشجيعه. يذكر أن النادي يمتلك التراس الملكي بالإنجليزية وهي مجموعة مساندة لفريق الأهلي تأسست في بداية عام 2011.

## تشكيلة الفريق
مصدر
ملاحظة: تشير الأعلام إلى المنتخب بحسب قواعد الأهلية المعتمدة من قبل الفيفا؛ تنطبق بعض الاستثناءات المحدودة. وقد يحمل اللاعبون أكثر من جنسية لا تعترف بها الفيفا.
| الرقم | البلد    | المركز | اللاعب             |
| ----- | -------- | ------ | ------------------ |
| 1     | السعودية | حارس   | عبد الرحمن الصانبي |
| 3     | البرازيل | مدافع  | روجير إيبانيز      |
| 5     | السعودية | مدافع  | محمد سليمان        |
| 6     | السعودية | مدافع  | بسام الحريجي       |
| 7     | الجزائر  | وسط    | رياض محرز          |
| 8     | السعودية | وسط    | سميحان النابت      |
| 9     | السعودية | مهاجم  | فراس البريكان      |
| 10    | البرازيل | مهاجم  | روبرتو فيرمينو     |
| 11    | البرازيل | وسط    | ألكساندر           |
| 15    | السعودية | مدافع  | عبد الله العمار    |
| 16    | السنغال  | حارس   | إدوارد ميندي       |
| 19    | السعودية | وسط    | فهد الرشيدي        |
| 24    | إسبانيا  | وسط    | غابرييل فيغا       |
| 26    | السعودية | مدافع  | فهد الحمد          |
| 27    | السعودية | مدافع  | علي مجرشي          |
| 28    | تركيا    | مدافع  | مريخ دميرال        |

| الرقم | البلد      | المركز | اللاعب           |
| ----- | ---------- | ------ | ---------------- |
| 30    | السعودية   | وسط    | زياد الجهني      |
| 31    | السعودية   | مدافع  | سعد بالعبيد      |
| 39    | السعودية   | وسط    | ياسين الزبيدي    |
| 40    | السعودية   | وسط    | علي الأسمري      |
| 45    | السعودية   | مهاجم  | عبدالكريم دارسي  |
| 46    | السعودية   | مدافع  | ريان حامد        |
| 55    | السعودية   | حارس   | بدر كابلي U19    |
| 62    | السعودية   | حارس   | عبد الله عبده    |
| 79    | ساحل العاج | وسط    | فرانك كيسي       |
| 87    | السعودية   | وسط    | رمزي العطار U19  |
| 90    | السعودية   | وسط    | عمار اليهيبي U19 |
| 99    | إنجلترا    | مهاجم  | إيفان توني       |
| --    | السعودية   | مدافع  | رياض اليامي U19  |
| --    | السعودية   | وسط    | عدنان البشري U19 |
| --    | السعودية   | مهاجم  | زياد الغامدي U19 |
| --    | السعودية   | مهاجم  | محمد العمري U19  |

### لاعبون غير مسجلين
ملاحظة: تشير الأعلام إلى المنتخب بحسب قواعد الأهلية المعتمدة من قبل الفيفا؛ تنطبق بعض الاستثناءات المحدودة. وقد يحمل اللاعبون أكثر من جنسية لا تعترف بها الفيفا.
| الرقم | البلد    | المركز | اللاعب        |
| ----- | -------- | ------ | ------------- |
| 14    | السعودية | وسط    | عبد الله عطيف |
| 21    | السعودية | حارس   | عماد الفدا    |
| 29    | السعودية | وسط    | محمد المجحد   |
| 33    | السعودية | حارس   | نواف شيعان    |
| 34    | السعودية | مدافع  | بندر الشمراني |

| الرقم | البلد            | المركز | اللاعب              |
| ----- | ---------------- | ------ | ------------------- |
| 66    | السعودية         | مدافع  | عبد الرحمن الزهراني |
| 88    | السعودية         | حارس   | غسان برقاوي         |
| 92    | السعودية         | مدافع  | عادل خضري           |
| --    | مقدونيا الشمالية | مدافع  | إزجان أليوسكي       |
| --    | السعودية         | مهاجم  | يزيد الغامدي        |

### المعارون
ملاحظة: تشير الأعلام إلى المنتخب بحسب قواعد الأهلية المعتمدة من قبل الفيفا؛ تنطبق بعض الاستثناءات المحدودة. وقد يحمل اللاعبون أكثر من جنسية لا تعترف بها الفيفا.
| الرقم | البلد    | المركز | اللاعب                                      |
| ----- | -------- | ------ | ------------------------------------------- |
| 18    | السعودية | وسط    | يونس الشنقيطي (معار إلى نادي الشباب)        |
| 49    | السعودية | وسط    | فراس الغامدي (معار إلى النادي العربي)       |
| 65    | السعودية | وسط    | فيصل الصبياني (معار إلى نادي ضمك)           |
| 73    | السعودية | وسط    | عبد الرحمن الحمياني (معار إلى نادي الأنوار) |

| الرقم | البلد    | المركز | اللاعب                                       |
| ----- | -------- | ------ | -------------------------------------------- |
| 94    | البرازيل | مهاجم  | ماركاو (معار إلى كوجالي سبور)                |
| 95    | السعودية | وسط    | أيمن فلاته (معار إلى نادي ضمك)               |
| 97    | فرنسا    | مهاجم  | آلان سان ماكسيمان (معار إلى نادي فنار باغجه) |

## قادة الفريق
الجدول التالي يحتوي على قائمة بأسماء قائدوا النادي الأهلي عبر تاريخه، أول كابتن للفريق كان في عام 1937.
وأول لاعب أجنبي يحمل شارة الكابتن هو محمد عبد الشافي حين حملها في عام 2018.
ملاحظة: مُنذ عام 1940 حتى 1948 توقف النشاط الرياضي في السعودية بأمر الملك عبدالعزيز وعاد في عام 1949 بشكل رسمي ومستمر.
| القائد                | الفترة        |
| --------------------- | ------------- |
| أحمد زقزوق            | 1937–1939     |
| إبراهيم صالح بكر      | 1949–1952     |
| محمد عبد الله الصائغ  | 1951–1953     |
| حمزة دينمو            | 1953–1954     |
| عبد الوهاب فرج الله   | 1954–1955     |
| عبد العزيز حسام الدين | 1955–1958     |
| محمد القثمي           | 1959–1963     |
| علي حمزة              | 1963–1966     |
| عبد الرزاق أبو داود   | 1966–1978     |
| إدريس آدم             | 1978–1980     |
| أحمد الصغير           | 1980–1985     |
| أمين دابو             | 1985–1988     |
| محمد عبد الجواد       | 1988–1995     |
| باسم أبو داود         | 1995–1998     |
| خالد مسعد             | 1998–2001     |
| محمد شلية الجهني      | 2001–2004     |
| حسين عبد الغني        | 2004 –2008    |
| محمد مسعد             | 2008–2012     |
| تيسير الجاسم          | 2012–2018     |
| محمد عبد الشافي       | 2018–2019     |
| ياسر المسيليم         | 2023–2019     |
| روبرتو فيرمينو        | 2023–حتى الآن |

### أساطير النادي
- عبد الرزاق أبو داود
- أحمد عيد الحربي
- أحمد الصغير
- أمين دابو
- محمد عبدالجواد
- خالد مسعد
- محمد شلية الجهني
- حسين عبدالغني
- تيسير الجاسم
- عمر السومة

## الطاقم الإداري
أعضاء مجلس الإدارة
| العمل             |              |
| ----------------- | ------------ |
| رئيس مجلس الإدارة | خالد العيسى  |
| عضو مجلس الإدارة  | خالد الهندي  |
| عضو مجلس الإدارة  | أسامة شاكر   |
| عضو مجلس الإدارة  | محمد بن لادن |
| عضو مجلس الإدارة  | أيمن الراشد  |
| عضو مجلس الإدارة  | مهند البليهد |

المصدر: [بحاجة لمصدر]

الجهاز الفني لكرة القدم
الفريق الأول
| العمل         |                |
| ------------- | -------------- |
| مدرب الفريق   | ماتياس يايسله  |
| مساعد مدرب    | أنجين يانوفا   |
| مدرب حراس     | ألكسندر باد    |
| كبير المحللين | محمد عبدالفتاح |
| محلل فيديو    | ستيفان كونراد  |

المصدر: [بحاجة لمصدر]

الجهاز الإداري لكرة القدم
| العمل                        |              |
| ---------------------------- | ------------ |
| مدير كرة القدم بالفريق الأول | كامل الموسى  |
| مدير عمليات كرة القدم        | عبدالله الضو |

المصدر: [بحاجة لمصدر]

الجهاز الطبي لكرة القدم
| العمل        |                       |
| ------------ | --------------------- |
| المدير الطبي | ديميتريس كالوجيانيديس |

المصدر: [بحاجة لمصدر]

الجهاز المشرف على قطاع الفئات السنية لكرة القدم
| العمل                   |      |
| ----------------------- | ---- |
| مشرف قطاع الفئات السنية | شاغر |

المصدر: [بحاجة لمصدر]

### المدربون
- البريطاني مايكل أول مدرب أجنبي إستقدمه الأهلي جالساً على يسار الصورة بينما يظهر أحمد اليافعي واقفاً على يمين الصورة وهو يقوم بالترجمة للاعبين
- المدرب الوطني عبد الله عبد الماجد أكثر من حقق بطولات مع النادي الأهلي بواقع 11 بطولة رفقة زميله أحمد اليافعي
- المدرب الوطني أحمد اليافعي أكثر من حقق بطولات مع النادي الأهلي بواقع 11 بطولة رفقة زميله عبدالله عبدالماجد
- السويسري كريستيان غروس المدرب الأكثر نجاح حقق مع الأهلي رقم قياسي بعدم الخسارة في 51 مباراة على التوالي وتحقيق كأس ولي العهد الدوري وكأس الملك تولى تدريب الأهلي مواسم 2014-2016

| الرقم. | المدرب                               | من   | لغاية | الألقاب                                                               |
| ------ | ------------------------------------ | ---- | ----- | --------------------------------------------------------------------- |
| 1      | محمد أمين حلمي                       | 1937 | 1951  |                                                                       |
| 2      | أحمد عبدالله                         | 1952 | 1961  | 1 كأس ولي العهد                                                       |
| 3      | عبد الله عبد الماجد/أحمد اليافعي     | 1961 | 1965  | 2 كأس خادم الحرمين الشريفين،2 بطولة المنطقة الغربية،2 دوري جدة        |
| 4      | السيد مايكل                          | 1966 | 1967  | 1 كأس المصيف، 1 بطولة المنطقة الغربية                                 |
| 5      | أوسكار هولد                          | 1967 | 1969  | 1 الدوري العام، 1 كأس خادم الحرمين الشريفين، 2 بطولة المنطقة الغربية  |
| 6      | عبد الله عبد الماجد/أحمد اليافعي     | 1969 | 1971  | 2 كأس خادم الحرمين الشريفين، 1 كأس ولي العهد، 2 بطولة المنطقة الغربية |
| 7      | طه إسماعيل                           | 1972 | 1976  | 1 كأس خادم الحرمين الشريفين، 1 كأس المصيف، 4 بطولة المنطقة الغربية    |
| 8      | ديدي                                 | 1977 | 1981  | 3 كأس خادم الحرمين الشريفين، 1 الدوري الممتاز                         |
| 9      | فييرا                                | 1981 | 1981  |                                                                       |
| 10     | كارلوس مورينو (مساعد تيلي سانتانا) * | 1981 | 1982  | 1 كأس المصيف                                                          |
| 11     | تيلي سانتانا                         | 1982 | 1985  | 1 كأس خادم الحرمين الشريفين، 1 الدوري الممتاز، 1 كأس الخليج للأندية   |
| 12     | محمود الجوهري                        | 1985 | 1986  |                                                                       |
| 13     | أحمد أبوعجيلة *                      | 1986 | 1986  |                                                                       |
| 14     | محمود الجوهري                        | 1986 | 1988  |                                                                       |
| 15     | إكهارد كراوتسون                      | 1988 | 1989  |                                                                       |
| 16     | سباستياو لازاروني                    | 1989 | 1990  |                                                                       |
| 17     | كارلوس ألبيرتو زاناتا                | 1990 | 1990  |                                                                       |
| 18     | شانانا                               | 1990 | 1991  |                                                                       |
| 19     | لويس فيليبي سكولاري                  | 1992 | 1993  |                                                                       |
| 20     | نبيل معلول *                         | 1994 | 1994  |                                                                       |
| 21     | بيتر شتوب                            | 1994 | 1994  |                                                                       |
| 22     | أحمد الصغير                          | 1994 | 1995  |                                                                       |
| 23     | مارسيو ماكسيمو                       | 1995 | 1995  |                                                                       |
| 24     | لويس زالوار                          | 1995 | 1996  |                                                                       |
| 25     | راموس                                | 1996 | 1997  |                                                                       |
| 26     | كارلوس ألبيرتو زاناتا                | 1997 | 1998  | 1 كأس ولي العهد                                                       |
| 27     | كابرالزينيو                          | 1998 | 1998  |                                                                       |
| 28     | أمين دابو                            | 1998 | 1999  |                                                                       |
| 29     | كارلوس ألبيرتو زاناتا                | 1999 | 2000  |                                                                       |
| 30     | ميخيل أنخيل لوبيز                    | 2000 | 2000  |                                                                       |
| 31     | لوكا بيروزوفيتش                      | 2000 | 2002  | 2 كأس الإتحاد، 1 كأس الخليج للأندية، 1 دورة الصداقة الدولية           |
| 32     | يوسف عنبر *                          | 2002 | 2002  | 1 كأس ولي العهد                                                       |
| 33     | ديميتري دافيدوفيتش                   | 2002 | 2003  | 1 دورة الصداقة الدولية                                                |
| 34     | إيليا                                | 2003 | 2003  | 1 البطولة العربية                                                     |
| 35     | بيير ليشانتر                         | 2003 | 2003  |                                                                       |
| 36     | فالمير                               | 2003 | 2004  |                                                                       |
| 37     | جينينهو                              | 2004 | 2005  |                                                                       |
| 38     | إيليا                                | 2005 | 2005  |                                                                       |
| 39     | يوسف عنبر *                          | 2005 | 2005  |                                                                       |
| 40     | نيبوشا                               | 2005 | 2007  | 1 كأس الإتحاد، 1 كأس ولي العهد                                        |

| الرقم. | المدرب             | من   | لغاية | الألقاب                                                        |  |
| ------ | ------------------ | ---- | ----- | -------------------------------------------------------------- |  |
| 41     | تيو بوكر           | 2007 | 2007  |                                                                |  |
| 42     | يوسف عنبر *        | 2007 | 2007  |                                                                |  |
| 43     | نيبوشا             | 2007 | 2008  |                                                                |  |
| 44     | يوسف عنبر *        | 2008 | 2008  |                                                                |  |
| 45     | ستويتشو ملادينوف   | 2008 | 2009  | 1 كأس الخليج للأندية                                           |  |
| 46     | غوستافو ألفارو     | 2009 | 2009  |                                                                |  |
| 47     | ألان جويدو *       | 2009 | 2009  |                                                                |  |
| 48     | سيرجيو فارياس      | 2009 | 2010  |                                                                |  |
| 49     | تروند سوليد        | 2010 | 2010  |                                                                |  |
| 50     | خالد بدرة *        | 2010 | 2010  |                                                                |  |
| 51     | ميلوفان راييفاتس   | 2010 | 2011  |                                                                |  |
| 52     | ألكسندر إيليش *    | 2011 | 2011  | 1 كأس خادم الحرمين الشريفين                                    |  |
| 53     | كارل ياروليم       | 2011 | 2013  | 1 كأس خادم الحرمين الشريفين                                    |  |
| 54     | ألكسندر إيليش      | 2013 | 2013  |                                                                |  |
| 55     | فيتور بيريرا       | 2013 | 2014  | 1 بطولة الجزيرة الدولية                                        |  |
| 56     | كريستيان غروس      | 2014 | 2016  | 1 كأس ولي العهد، 1 الدوري الممتاز، 1 كأس خادم الحرمين الشريفين |  |
| 57     | جوزيه غوميز        | 2016 | 2016  | 1 كأس السوبر السعودي                                           |  |
| 58     | كريستيان غروس      | 2016 | 2017  |                                                                |  |
| 59     | سيرجي ريبروف       | 2017 | 2018  |                                                                |  |
| 60     | فتحي الجبال *      | 2018 | 2018  |                                                                |  |
| 61     | بابلو جويدي        | 2018 | 2019  |                                                                |  |
| 62     | خورخي فوساتي       | 2019 | 2019  |                                                                |  |
| 63     | يوسف عنبر *        | 2019 | 2019  |                                                                |  |
| 64     | برانكو إيفانكوفيتش | 2019 | 2019  |                                                                |  |
| 65     | صالح المحمدي *     | 2019 | 2019  |                                                                |  |
| 66     | كريستيان غروس      | 2019 | 2020  |                                                                |  |
| 67     | مازن بهكلي *       | 2020 | 2020  |                                                                |  |
| 68     | فلادان ميلوفيتش    | 2020 | 2021  |                                                                |  |
| 69     | فيصل غورمي *       | 2021 | 2021  |                                                                |  |
| 70     | لاورينتو ريجيكامف  | 2021 | 2021  |                                                                |  |
| 71     | بيسينك هاسي        | 2021 | 2022  |                                                                |  |
| 72     | روبرت سيبولدي      | 2022 | 2022  |                                                                |  |
| 73     | يوسف عنبر *        | 2022 | 2022  |                                                                |  |
| 74     | بيتسو موسيماني     | 2022 | 2023  | 1 دوري الدرجة الأولى للمحترفين السعودي                         |  |
| 75     | ماتياس يايسله      | 2023 |       |                                                                |  |

* درب الفريق مؤقتاً.

### رؤساء النادي عبر التاريخ
رؤساء النادي الأهلي مُنذ تأسيسه عام 1937 حتى الآن، ملاحظة: مُنذ عام 1940 حتى 1948 توقف النشاط الرياضي في السعودية بأمر الملك عبد العزيز وعاد في عام 1949، بعد نقل ملكية النادي إلى صندوق الاستثمارات العامة في 5 يونيو 2023 تم تغيير تنظيم الرؤساء وصلاحياتهم بعد إنشاء إدارة خاصة بشركة النادي تدير كافة أعمال النادي وإنشاء مؤسسة الأهلي غير الربحية التي تبدي الرأي والمشورة.
| الفترة     | الرئيس                            | البطولات |
| ---------- | --------------------------------- | -------- |
| 1937–1939  | حسن شمس                           | 0        |
| 1949–1951  | عمر محمود شمس                     | 0        |
| 1951–1953  | حسن سرور الصبان                   | 0        |
| 1954–1954  | عبد الله أحمد بحيري               | 0        |
| 1955–1955  | عمر محمود شمس                     | 0        |
| 1957-1956  | علي جاسر                          | 1        |
| 1957–1957  | محمد القشلان                      | 0        |
| 1958–1959  | عبد الرحمن بن سعيد                | 0        |
| 1960–1960  | جميل قمصاني                       | 0        |
| 1961–1961  | عبد الفتاح عبدربه                 | 1        |
| 1962–1962  | عبد الله أحمد بحيري               | 2        |
| 1962–1963  | عبد الفتاح عبدربه                 | 1        |
| 1964–1968  | عمر عبدربه                        | 6        |
| 1969–1971  | محمد صالح بن حِمد                  | 7        |
| 1972–1973  | عبد الله سعد القنب                | 3        |
| 1974–1974  | عبد المجيد أحمد يوسف              | 2        |
| 1975–1979  | الأمير خالد بن عبدالله            | 5        |
| 1980–1980  | الأمير عبدالله بن فيصل بن تركي    | 0        |
| 1981–1983  | الأمير محمد العبدالله الفيصل      | 2        |
| 1984–1985  | عبد الرزاق أبو داود               | 2        |
| 1986–1986  | أحمد عيد الحربي                   | 0        |
| 1987–1993  | الأمير خالد بن عبدالله            | 0        |
| 1993–1994  | الأمير عبدالله بن فيصل بن تركي    | 0        |
| 1994–1995  | الأمير بدر بن فهد بن سعد          | 0        |
| 1995–1996  | زكي أسعد رحيمي                    | 0        |
| 1996–1997  | عبد العزيز عبدالعال               | 0        |
| 1997–1997  | سلمان السديري                     | 0        |
| 1998–2002  | الأمير نواف بن عبد العزيز بن تركي | 7        |
| 2003-2003  | عبد الرزاق أبو داود               | 1        |
| 2004–2004  | أحمد المرزوقي                     | 0        |
| 2006-2004  | أيمن صالح فاضل                    | 0        |
| 2006–2006  | عبد الرزاق أبو داود               | 0        |
| 2006–2008  | أحمد المرزوقي                     | 2        |
| 2008–2010  | عبد العزيز العنقري                | 1        |
| 2015-2010  | الأمير فهد بن خالد                | 6        |
| 2016-2015  | مساعد هليل الزويهري               | 3        |
| 2017-2016  | أحمد المرزوقي                     | 0        |
| 2017-2017  | الأمير فهد بن خالد                | 0        |
| 2018-2017  | الأمير تركي محمد العبدالله الفيصل | 0        |
| 2019-2018  | ماجد النفيعي                      | 0        |
| 2019-2019  | عبد الله البترجي                  | 0        |
| 2020-2019  | أحمد بن بكر الصائغ                | 0        |
| 2021-2020  | عبدالإله مؤمنة                    | 0        |
| 2022-2021  | ماجد النفيعي                      | 0        |
| 2022- 2023 | وليد عبد الرزاق معاذ              | 1        |
| 2023-      | خالد العيسى                       |          |

### رؤساء شركة نادي الأهلي
| الفترة | الرئيس      | البطولات |
| ------ | ----------- | -------- |
| 2023–  | خالد العيسى |          |

## الأهلي للسيدات
النادي الأهلي للسيدات (بالإنجليزية: Al-Ahli Ladies F.C.) هو نادي كرة قدم نسائية ينتسب للنادي الأهلي. يلعب حالياً في الدوري النسائي الممتاز السعودي، أعلى درجات الكرة النسائية في السعودية. في 28 مارس 2023، فاز الأهلي للنساء بأول كأس له على بطولة كأس الاتحاد السعودي للسيدات أمام الشباب بنتيجة 3-2.

## الجوائز
- كأس التميز لأفضل نادي رياضي بالمملكة العربية السعودية 1968م.
- كأس النادي المثالي لأفضل فريق رياضي لعام 1975م.
- جائزة منطقة مكة المكرمة لأفضل نادي رياضي 1985م.
- الكأس الماسي لأفضل فريق خليجي لعام 2002م.
- درع الملك عبد الله للتميز الرياضي لأفضل نادي 2009م.
- كأس النادي المثالي لأفضل فريق سعودي عام 2015.
- أفضل ناد آسيوي لعام 2015 من قِبل الاتحاد الدولي للتاريخ والإحصاء برصيد 166.00 نقطة.
- المركز الـ 29 عالميًا لعام 2015 من قِبل الاتحاد الدولي للتاريخ والإحصاء.
- أفضل نادي كرة قدم خليجي لكرة القدم 2015م.
- أفضل نادي عربي من Club World Network لعام 2015م.
- المركز الـ 8 في العالم لشهر مايو 2016 من قبل الاتحاد الدولي للتاريخ والإحصاء.

## الأرقام والأولويات
- أول بطل رسمي بعد تنظيم المسابقات الرسمية في السعودية على كأس ولي العهد 1956/57.
- أول بطل لنادي كرة قدم من مدينة جدة 1956/57.
- أول نادي يحقق كأس دوري جلالة الملك بتواجد المناطق الثلاث (الغربية - الوسطى الشرقية) 1962.
- أول نادي يحقق درع دوري على مستوى المملكة (الدوري العام) عام 1968/69.
- أول بطل في إستاد الملز وذلك ببطولة كأس الملك 1969.
- أول نادي ينال جائزة التفوق الرياضي والنادي النموذجي 1969.
- أول نادي يحتفظ بكأس دوري جلالة الملك للأبد 1970.
- أول نادي يحقق ويحتكر البطولة الملكية بأنظمته المختلفة 4 نسخ متتالية (1969-1973).
- أول نادي يحقق ويحتكر بطولة بنظام الدوري "كأس دوري جلالة الملك" لـ 5 نسخ متتالية (1965-1969-1970-1971-1973).
- أول نادي يفوز بجائزة كأس النادي المثالي 1975.
- أول من أحضر المدربين البرازيليين وذلك عبر بوابة المدرب ديدي 1976.
- أول نادي سعودي يجمع بطولتي الدوري الممتاز وكأس الملك في عام واحد 1978.
- أول نادي من مدينة جدة يحقق بطولة الدوري الممتاز 1978.
- أول نادي سعودي وخليجي يلاعب المنتخب البرازيلي الأول 1978.
- أول نادي سعودي يحقق بطولة الدوري السعودي لكرة الطائرة 1978.
- أول نادي سعودي يتوج في إستاد الملز لـ 3 سنوات متتالية على بطولة وذلك على كأس الملك (1977-1978-1979).
- أول نادي سعودي يصل نهائي البطولة الملكية بأنظمتها المختلفة لـ 10 سنوات متتالية (1969-1979).
- أول نادي سعودي يحقق بطولة خارجية للرياضة السعودية وذلك عبر فريق كرة اليد بالبطولة العربية عام 1981.
- أول نادي سعودي يحقق بطولة الدوري السعودي للناشئين 1981.
- أول نادي سعودي يصل لـ 10 بطولات بالمسمى الملكي 1983.
- أول نادي بين الأندية الجماهيرية الأربعة في المملكة يحقق بطولة خارجية لكرة القدم وذلك على كأس الخليج 1985.
- أول نادي من مدينة جدة يحقق بطولة خارجية 1985.
- أول نادي سعودي وخليجي يقيم مهرجان إعتزال للاعب وذلك لنجمه التاريخي أمين دابو 1985.
- أول نادي سعودي يحضر أفلاطون الكرة الهولندية يوهان كرويف وذلك على حفل إعتزال أمين دابو 1985.
- أول نادي سعودي يحقق بطولات الخليج ثلاث مرات دون أي هزيمة (1985-2002-2008).
- أول نادي سعودي يشارك في البطولات الآسيوية وأول من وصل المباراة النهائية 1986.
- أول نادي عربي يحتفل بمناسبة مرور خمسين عامًأ على تأسيسه (اليوبيل الذهبي) 1987.
- أول نادي عربي يحضر الأسطورة الأرجنتينية دييغو أرماندو مارادونا للأراضي العربية 1987.
- أول نادي سعودي والوحيد الذي سيطر على كأس الإتحاد السعودي لكرة اليد 13 نسخة متتالية (1981-1993).
- أول نادي سعودي والوحيد الذي سيطر على الدوري السعودي لكرة الطائرة 7 نسخ متتالية (1982-1988).
- -أول نادي سعودي يسجل الهدف الذهبي في مباراة نهائية في الكرة السعودية وذلك أمام نادي الرياض على كأس ولي العهد 1998.
- أول نادي سعودي والوحيد الذي سيطر على الدوري السعودي لكرة اليد 6 نسخ متتالية.
- أول نادي من مدينة جدة يحقق البطولة العربية لكرة القدم 2003.
- أول نادي سعودي في كرة اليد يحصل على أربع بطولات في عام رياضي واحد (درع الدوري-بطولة الكأس -بطولة النخبة-البطولة العربية للأندية) 2005.
- أول نادي سعودي ينشئ أكاديمية رياضية لكرة القدم وحصلت على التصنيف رقم (1) كأول أكاديمية رياضية رسمية بكرة القدم في المملكة العربية السعودية 2005.
- أول نادي سعودي يعقد إنتخابات للاتحادات الرياضية بالنادي وتم التصويت لإختيار 7 مرشحين لـ 7 إتحادات رياضية بالنادي 2007.
- أول نادي سعودي يحقق كأس الإتحاد السعودي للناشئين 2008.
- أول نادي سعودي يُنظم إنتخابات لإختيار رئيس للنادي 2008.
- أول نادي سعودي يحقق بطولة الأندية الآسيوية لكرة اليد 2009.
- أول نادي سعودي يحصل على جائزة التفوق الرياضي ووثيقة سفير الوطن من يد خادم الحرمين الشريفين الملك عبد الله بن عبد العزيز لحصوله على أربع بطولات خارجية في عام واحد في ألعاب (كرة القدم-كرة اليد-كرة الطائرة) 2009.
- أول نادي سعودي ينشئ مركزًا خاصًا لقطاع الناشئين والشباب وتأثيثه بأحدث الأجهزة العالمية لتعيئة فئة الناشئين والشباب وهو مركز الأمير عبد الله الفيصل 2009.
- أول نادي سعودي والوحيد الذي جمع الدوري وكأس الملك وكأس السوبر في عصر الإحتراف 2016.
- أطول سلسلة عدم خسارة في المسابقات المحلية السعودية بـ 55 مباراة بلا هزيمة.
- أول نادي سعودي والوحيد الذي لم يخسر لمدة عاميين بواقع 51 مباراة بلا هزيمة في الدوري السعودي (2014-2016).
- أطول سلسلة فوز في تاريخ كأس الملك بـ15 إنتصار متتالي (1977-1979).
- أول نادي سعودي يحقق جميع البطولات المحلية في موسم واحد (الدوري - كأس الملك - كأس ولي العهد - كأس السوبر) 2015-2016.

## الاحصائيات

### هدافو الأهلي تاريخيًا
- آخر تحديث للقائمة تاريخ 8 أبريل 2024.

| المركز | اللاعب        | الجنسية  | عدد الأهداف |
| 1      | عمر السومة    | سوريا    | 195         |
| 2      | طلال المشعل   | السعودية | 83          |
| 3      | فيكتور سيموس  | البرازيل | 80          |
| 4      | أمين دابو     | السعودية | 78          |
| 5      | حسام أبو داود | السعودية | 70          |
| 6      | إبراهيم سويد  | السعودية | 69          |
| 7      | خالد قهوجي    | السعودية | 68          |
| 8      | أحمد الصغير   | السعودية | 67          |
| 9      | تيسير الجاسم  | السعودية | 63          |
| 10     | مالك معاذ     | السعودية | 58          |
| 11     | سليمان مطر    | السعودية | 58          |

### هدافو الأهلي في دوري أبطال آسيا
| المرتبة | اللاعب       | الأعوام   | عدد الأهداف |
| ------- | ------------ | --------- | ----------- |
| 1       | عمر السومة   | 2022-2014 | 24          |
| 2       | فيكتور سيموس | 2014-2010 | 14          |
| 3       | تيسير الجاسم | 2001–2019 | 9           |
| 4       | عماد الحوسني | 2011–2013 | 8           |
| 5       | مهند عسيري   | 2021-2014 | 8           |

### أكثر اللاعبين صناعة للأهداف
| المرتبة | اللاعب         | الأعوام   | عدد الصناعات |
| ------- | -------------- | --------- | ------------ |
| 1       | خالد قهوجي     | 2004-1995 | 84           |
| 2       | تيسير الجاسم   | 2019-2001 | 71           |
| 3       | حسين عبد الغني | 2020–1995 | 51           |

## الألقاب والإنجازات

### محليًا
الدوري السعودي للمحترفين (الدرجة أ):
- البطل (3): 1977–78، 1983–84، 2015–16.[10]
- الوصيف (9): 1989–90، 1995–96، 1998–99، 1999–2000، 2002–03، 2011–12، 2014–15، 2016–17، 2017–18

الدوري العام السعودي
- البطل (1): 1968–69.[11]

دوري الدرجة الأولى السعودي (الدرجة ب):
- البطل (1): 2022–23.[10]

كأس خادم الحرمين الشريفين:
- البطل (13): 1962، 1965، 1969، 1970، 1971، 1973، 1977، 1978، 1979، 1983، 2011، 2012، 2016.[10]
- الوصيف (5): 1974، 1976، 1984، 2014، 2017.

كأس السوبر السعودي
- البطل (1): 2016.[10]

كأس ولي العهد السعودي
- البطل (6): 1957، 1970، 1998، 2002، 2006–07، 2014–15.[12]
- الوصيف (7): 1958، 1974، 2003، 2004، 2006، 2009–10، 2015–16.[12]

كأس الاتحاد السعودي
- البطل (4): 1982، 2001، 2002، 2007. [12]
- الوصيف (6): 1976، 1989، 1991، 1997، 2003، 2006

كأس المؤسس السعودي
- الوصيف (1): 1999–2000.[12]

### خارجيًا
- دوري أبطال آسيا:[12]
- البطل (1): 2024–25
- الوصيف (2): 1985–86، 2012
- كأس العرب للأندية الأبطال:[12]
- البطل (1): 2002–03
- كأس الخليج للأندية:[12]
- البطل (3): 1985، 2002، 2008
- دورة الصداقة الدولية لكرة القدم[13][14]
- البطل (2): 2001, 2002
- الوصيف (2): 1997، 1999

## مجموع بطولات النادي
مجموع بطولات كرة القدم الرسمية التي حققها النادي الاهلي السعودي بجميع الفئات السنية، على النحو التالي:

### الفريق الأول (رجال)
- 1957: كأس ولي العهد السعودي
- 1961: كأس دوري جدة
- 1962: كأس جلالة الملك المعظم
- 1962: كأس بطولة المنطقة الغربية
- 1962: كأس دوري جدة
- 1965: كأس جلالة الملك المعظم
- 1965: كأس بطولة المنطقة الغربية
- 1966: كأس المصيف
- 1967: كأس بطولة المنطقة الغربية
- 1967: كأس أندية جدة ومكة والمدينة
- 1968: كأس بطولة المنطقة الغربية
- 1969: كأس جلالة الملك المعظم
- 1969: كأس بطولة المنطقة الغربية
- 1969: الدوري العام السعودي
- 1970: كأس ولي العهد السعودي
- 1970: كأس جلالة الملك المعظم
- 1970: كأس بطولة المنطقة الغربية
- 1971: كأس جلالة الملك المعظم
- 1972: كأس بطولة المنطقة الغربية
- 1973: كأس جلالة الملك المعظم
- 1973: كأس بطولة المنطقة الغربية
- 1974: كأس المصيف
- 1974: كأس بطولة المنطقة الغربية
- 1976: كأس بطولة المنطقة الغربية
- 1977: كأس جلالة الملك المعظم
- 1978: الدوري السعودي الممتاز
- 1978: كأس جلالة الملك المعظم
- 1979: كأس جلالة الملك المعظم
- 1982: كأس المصيف
- 1983: كأس جلالة الملك المعظم
- 1984: الدوري السعودي الممتاز
- 1985: كأس الخليج للأندية (3)
- 1998: كأس ولي العهد السعودي
- 2001: كأس الأمير فيصل بن فهد
- 2002: كأس الأمير فيصل بن فهد
- 2002: كأس الاتحاد العربي للأندية
- 2002: كأس الصداقة الدولية
- 2002: كأس ولي العهد السعودي
- 2002: كأس الخليج للأندية (19)
- 2003: كأس الصداقة الدولية
- 2007: كأس الأمير فيصل بن فهد
- 2007: كأس ولي العهد السعودي
- 2008: كأس الخليج للأندية (24)
- 2011: كأس خادم الحرمين الشريفين
- 2012: كأس خادم الحرمين الشريفين
- 2012 : كأس الأمير فيصل بن فهد
- 2013: كأس الأمير فيصل بن فهد
- 2013: كأس الجزيرة الدولية
- 2015 - 1436هـ: كأس ولي العهد السعودي
- 2016 - 1437هـ: دوري المحترفين السعودي
- 2016 - 1437هـ: كأس خادم الحرمين الشريفين
- 2016 - 1437هـ: كأس السوبر السعودي
- 2023 - 1444هـ: دوري الدرجة الاولى السعودي

### الفريق الأول (سيدات)
- 2024 - 1445هـ: كأس الاتحاد السعودي للسيدات

### فريق درجة الشباب
- 1385: كأس بطولة المنطقة الغربية
- 1387: كأس بطولة المنطقة الغربية
- 1388: كأس بطولة المنطقة الغربية
- 1389: كأس بطولة المنطقة الغربية
- 1391: كأس بطولة المنطقة الغربية
- 1392: كأس بطولة المنطقة الغربية
- 1395: كأس بطولة المنطقة الغربية
- 1396: كأس بطولة المنطقة الغربية
- 1401: كأس بطولة المنطقة الغربية
- 1402: كأس بطولة المنطقة الغربية
- 1402: الدوري السعودي الممتاز للشباب
- 1404: كأس بطولة المنطقة الغربية
- 1405: كأس بطولة المنطقة الغربية
- 1410: كأس بطولة المنطقة الغربية
- 1410: الدوري السعودي الممتاز للشباب
- 1413: كأس بطولة المنطقة الغربية
- 1413: الدوري السعودي الممتاز للشباب
- 1418: كأس الدورة التنشيطية
- 1423: الدوري السعودي الممتاز للشباب
- 1425: الدوري السعودي الممتاز للشباب
- 1428: الدوري السعودي الممتاز للشباب
- 1431: كأس الاتحاد السعودي
- 1432: الدوري السعودي الممتاز للشباب
- 1434: الدوري السعودي الممتاز للشباب
- 1437: الدوري السعودي الممتاز للشباب
- 1439: الدوري السعودي الممتاز للشباب
- 1444: الدوري السعودي الممتاز للشباب

### فريق درجة الناشئين
- 1385: كأس بطولة المنطقة الغربية
- 1386: كأس بطولة المنطقة الغربية
- 1387: كأس بطولة المنطقة الغربية
- 1391: كأس بطولة المنطقة الغربية
- 1392: كأس بطولة المنطقة الغربية
- 1393: كأس بطولة المنطقة الغربية
- 1395: كأس بطولة المنطقة الغربية
- 1401: كأس بطولة المنطقة الغربية
- 1401: الدوري السعودي الممتاز للناشئين
- 1402: كأس بطولة المنطقة الغربية
- 1405: كأس بطولة المنطقة الغربية
- 1406: كأس بطولة المنطقة الغربية
- 1413: كأس بطولة المنطقة الغربية
- 1413: الدوري السعودي الممتاز للناشئين
- 1418: كأس بطولة المنطقة الغربية
- 1418: الدوري السعودي الممتاز للناشئين
- 1423: الدوري السعودي الممتاز للناشئين
- 1429: كأس الاتحاد السعودي
- 1430: كأس الاتحاد السعودي
- 1431: الدوري السعودي الممتاز للناشئين
- 1433: كأس الاتحاد السعودي
- 1435: الدوري السعودي الممتاز للناشئين
- 1440: الدوري السعودي الممتاز للناشئين
- 1443: الدوري السعودي الممتاز للناشئين

### فريق درجة البراعم
- 1433: بطولة المنطقة الغربية
- 1433: كأس دوري المملكة
- 1435: دوري البراعم لمدينة جدة
- 1435: كأس دوري المملكة
- 1437: بطولة منطقة مكة المكرمة
- 1437: كأس دوري المملكة
- 1438: بطولة منطقة مكة المكرمة تحت 15
- 1438: كأس دوري المملكة تحت 15
- 1438: بطولة منطقة مكة المكرمة تحت 12
- 1438: كأس دوري المملكة تحت 12
- 1438: كأس دوري المملكة تحت 14
- 1438: بطولة سبورتي الدولية تحت 12
- 1440: الدوري السعودي الممتاز تحت 13
- 1442: الدوري السعودي الممتاز تحت 15

## المنشئات والمرافق الرياضية
أكاديمية النادي الأهلي
هي أول أكاديمية رياضية رسمية متخصصة في السعودية، تم افتتاحها عام 2005 لتدريب الناشئين. بالإضافة إلى البرامج التدريبية المستحدثة المنفذة في الأكاديمية، يقدم الاختصاصيون في النادي برامج التثقيف الصحي والغذائي والتربوي وبرامج تساعد الناشئين على اكتساب سلوك احترافي وصحة نفسية سليمة.
تتميز أكاديمية النادي الأهلي باحتوائها على قسم متخصص لانتقاء اللاعبين الناشئين الموهوبين بشكل أسبوعي، وتتولى كشافة الأكاديمية مراقبة بطولات الأحياء والمدارس من أجل رصد واستقطاب أبرز المواهب الصاعدة في مختلف المدن السعودية.
عقدت أكاديمية الأهلي اتفاقية شراكة مع نادي سبورتينغ لشبونة Sporting Lisbon البرتغالي بهدف التعاون وكسب الخبرة، كونه يمتلك إحدى أبرز الأكاديميات الكروية من حيث تكوين اللاعبين الناشئين في العالم.

## الأنشطة الرياضية الأخرى
فريق كرة اليد
حصل الفريق على الدوري السعودي لكرة اليد 20 مرة، وحصل على كأس الإتحاد 22 مرة، وعلى الصعيد الآسيوي حصل الفريق على كأس الأندية الآسيوية لكرة اليد مرة، وحصل على 7 بطولات خليجية و 3 بطولات عربية وبالمجمل يملك 58 بطولة وهو زعيم كرة اليد السعودية.
فريق كرة الطائرة
حصل الفريق على 64 بطولة منها فوزه ببطولة الدوري السعودي لـ 25 مرة كأكثر من حققه في تاريخ كرة الطائرة السعودية.
فريق كرة السلة
حققت سلة النادي الأهلي 18 بطولة، أهم ما حققته سلة الأهلي فوزها ببطولتين متتاليتين بكأس المملكة عامي 1968م، 1969م وثلاثية 2023 بعد جمعها الدوري الممتاز وكأس الوزارة وكأس النخبة.
فريق كرة الطاولة
حصل الفريق على 49 بطولة، منها بطولة الدوري 15 مرة وبطولة كأس أندية آسيا 2019م.

## في الأدب والثقافة

### كتب ومنشورات
- دابو دموع وإنتصارات: وهو كتاب خاص صدر عن الدار السعودية للنشر والتوزيع للمؤلف حمد الراشد بتكليف من قِبل رئيس النادي الأهلي آنذاك الأمير خالد بن عبد الله بن عبد العزيز، يتحدث الكتاب عن الأسطورة الأهلاوية أمين دابو كما أنشئ فيلم خاص يوثق مسيرته في الأهلي بعد إعلان إعتزاله مزاولة كرة القدم عام 1985. وهذا الإهتمام من قِبل النادي الأهلي لأهم وأبرز نجومه يوضح بتقديره لكل جهود من خدموا النادي العريق.
- فيلم سعودي مثير أسمه أحمد الصغير : صدر هذا الكتاب الخاص بالنجم الأهلاوي أحمد الصغير قبل إعتزاله بتوجيه من الإدارة الأهلاوية ليحكي مسيرة اللاعب وبداياته الكروية وكيف إنضم للنادي الأهلي وأفضل فتراته الكروية وأصعبها.

### أفلام وثائقية
- الأهلي وخمسون عامًا من البطولات: وهو فيلم وثائقي مدته ساعة و11 دقيقة أنتج عام 1987 تزامناً مع الاحتفال بالذكرى الخمسون لتأسيس النادي، عرض الفيلم تاريخ النادي مُنذ تأسيسه، والمحطات التي مر بها وأهدافه ودوره الثقافي والاجتماعي والأدبي ولقاءات مع مؤسسي النادي، كما استعرض الفيلم مشوار الأهلي الذي تفوق بجميع الألعاب مطلع السبعينات الميلادية حتى أصبح زعيمًا للبطولات على مستوى كرة القدم منذ ذلك الحين وزعيم الأندية على مستوى جميع الألعاب الرياضية.[بحاجة لمصدر]

## القضايا السياسية والإجتماعية

### القضية الفلسطينية
يُعتبر النادي الأهلي من أوائل الأندية العربية التي دعمت القضية الفلسطينية وكانت له مواقف عدة أبرزها إنسحابه من دوري أبطال آسيا عام 1971 بسبب مشاركة فريق من الكيان الصهيوني، ومقاطعته وفسخه لعقد مع شركة أديداس عام 2012 لتوريد أطقم فرق كرة القدم بالنادي بعد أن رعت ماراثون أورشاليم الإسرائيلي.[بحاجة لمصدر]

### الأعمال الخيرية
للأهلي أعمال خيرية عدة أبرزها كان الأهلي من السباقين إلى المشاركة في دورة كأس البر التي أقيمت في بداية 1954م بمشاركة أندية الوحدة، الكواكب، الإتحاد، المريخ، الشبيبة، العلمين وتقرر تخصيص دخل مباريات الدورة لصالح صندوق البر بمكة المكرمة. ساهم الأهلي بالمشاركة في المباراة التي أقيمت بين ثلاثي الثغر الإتحاد، والوحدة ضد الثلاثي الأولمبي، أهلي مكة والتعاون في شهر جمادى الأولى من عام 1955م والتي خصص ريعها لصالح تسليح الجيش العربي السعودي. ساهم الأهلي بالمشاركة في المباراة الخيرية لصالح أسر شهداء مدينة بورسعيد الذين أستشهدوا في الحرب الثلاثية التي تعرضت لها جمهورية مصر العربية من قبل بريطانيا وفرنسا والكيان الصهيوني ولقد أقيمت هذه المباراة في شهر صفر من عام 1956م بين ثنائي الأهلي والإتفاق والثنائي الإتحاد والأولمبي. لعب الأهلي مباراة ودية خيرية أمام نادي الإتحاد ويتم التبرع بعوائد المباراة لصالح ضحايا زلزال باكستان. شارك الأهلي في المباراة الخيرية التي أقيمت بينه وبين الهلال البحري في شهر شوال عام 1966م وخصص ريعها لصالح أسرة لاعب الهلال البحري حامد أبورديس الذي توفاه الله إلى رحمته. لعب كذلك الأهلي مباراة ودية أمام نادي الإتحاد عام 2007 لتخصيص ريع المباراة لصالح مرضى الإيدز .أطلق الأهلي مبادرة لخدمة الأيتام في نوڤمبر عام 2015 متمثلة بتوقيعه مع جمعية كافل لرعاية الأيتام. رعى النادي الأهلي ودعم مدارس تحفيظ القرآن الكريم المتوسطة بمكة المكرمة عام 2016. تكفل النادي الأهلي بدفع دية قدرها 225 ألف ريال عن مقيم هندي في فبراير 2016. وقع النادي الأهلي في سبتمبر 2015 عقد شراكة مع هيئة الإغاثة الإسلامية العالمية.

## روابط خارجية
- الموقع الرسمي